# Sangiaccato di Pljevlja
Il sangiaccato di Pljevlja o sangiaccato di Taşlıca, (in turco Taşlıca sancağı; in serbo Пљеваљски санџак?, Pljevaljski sandžak) era un sangiaccato di frontiera dell'Impero ottomano esistito tra il 1880 e il 1912. La sede amministrativa era posta a Pljevlja. Dalla sua fondazione fino al termine della sua esistenza, fece parte dell'allora vilayet del Kosovo. Venne sciolto durante la prima guerra balcanica.

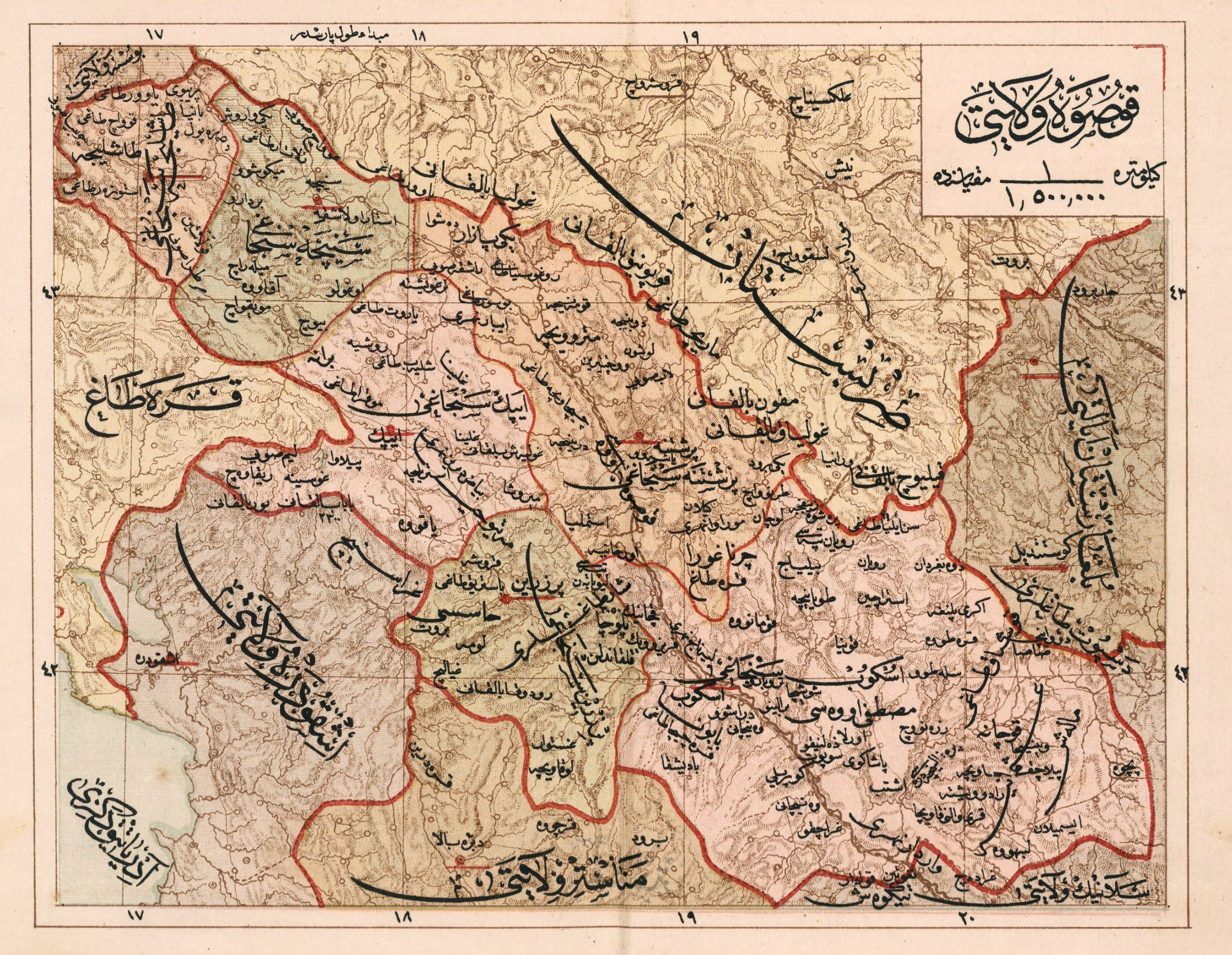
Divisioni amministrative nel 1907, con i sangiaccati di Pljevlja e Sjenica nel nord-ovest.

## Storia
Nel periodo dal 1865 fino al 1880 l'area di Pljevlja apparteneva all'allora sangiaccato di Novi Pazar. Nel 1880 fu creato il sangiaccato di Pljevlja, separando le  più ampie regioni di Pljevlja e Polimlje dal sangiaccato di Novi Pazar. La creazione del nuovo sangiaccato fu dovuta ai grandi cambiamenti politici avvenuti dopo l'occupazione austro-ungarica della maggior parte del vilayet di Bosnia (1878). Sebbene all'epoca l'area di Pljevlja rimanesse sotto il dominio turco, fu stipulato uno speciale accordo turco-austro-ungarico nel 1879 che prevedeva l'istituzione di una presenza militare austro-ungarica a Priboj, Prijepolje e Bijelo Polje. Tuttavia, l'ultima disposizione dell'accordo fu immediatamente modificata sostituendo Bijelo Polje con Pljevlja.
Con l'attuazione di questo accordo e l'ingresso degli equipaggi militari austro-ungarici a Priboj, Prijepolje e Pljevlja, si instaurò una sorta di doppia autorità. Allo stesso tempo, l'allora sangiaccato di Novi Pazar fu separato dal vilayet di Bosnia e annesso al vilayet del Kosovo (1879). L'anno successivo, l'intera area occidentale intorno a Pljevlja, Prijepolje e Priboj fu separata dal sangiaccato di Novi Pazar formando il nuovo sangiaccato Pljevlja (1880). Il nuovo governatore di Pljevlja (mutesarif) era responsabile dei distretti (o kaza) di Pljevlja e Prijepolje, nonché dell'ufficio distrettuale (mudirluk) di Priboj.
Nell'area del sangiaccato di Pljevlja si incrociarono le politiche di Turchia, Austria-Ungheria, Serbia e Montenegro. Il governo del Regno di Serbia tentò nel 1890 di aprire un consolato a Pljevlja, ma questa intenzione non si realizzò a causa dell'opposizione dell'Austria-Ungheria e dal rifiuto da parte del governo ottomano. Fino al 1894, i serbi ortodossi della maggior parte del sangiaccato di Pljevlja caddero sotto la giurisdizione ecclesiastica dell'eparchia dell'Erzegovina, il cui centro era a Mostar. Nello stesso anno, i confini diocesani furono armonizzati con il sistema politico, così che l'intera area di Pljevlja cadde sotto la giurisdizione della diocesi di Raska-Prizren.
Nell'area del sangiaccato avvennero grandi cambiamenti durante la crisi bosniaca (1908-1909), quando gli eserciti austro-ungarici lasciarono Priboj, Prijepolje e Pljevlja, ponendo fine al dominio trentennale in quelle zone. Allo stesso tempo, la kaza di Donjikolasin venne distaccata dal sangiaccato di Sjenica e unita al sangaccato di Pljevlja.
Durante la prima guerra balcanica (1912-1913), l'intera area del sangiaccato fu liberata gli eserciti di Serbia e Montenegro. Secondo un comune accordo, l'area di Priboj e Prijepolje sarebbe appartenuta alla Serbia, mentre Pljevlja sarebbe stata compresa nel territorio del Montenegro. Il sangiaccato Pljevlja fu di conseguenza sciolto e la linea finale di confine fu determinata da uno speciale accordo interstatale tra Serbia e Montenegro il 12 novembre 1913.